# Тимофєєв Георгій Михайлович
Георгій Михайлович Тимофєєв (1910 —1967) — радянський футболіст, виступав на позиції захисника.

## Життєпис
У футбол почав грати в 1929 році в заводських командах «КПВЗ» і «Транссигнал», з 1933 року — у команді «Динамо» (Іваново). У 1934—1935 роках грав за команду «Динамо» (Смоленськ), з 1935 по 1939 рік — у київських командах «Динамо» і «Локомотив».
З 1939 по 1940 рр. — тренер з футболу спортивних товариств м. Києва, з 1940 року — викладач фізичного виховання в трудколонії № 7 НКВС УРСР.
З початком радянсько-німецької війни не зміг евакуюватися і залишився в Києві. Працював інструктором з фізпідготовки в поліції Володимирського району. Кілька разів заарештовувався поліцією за спекуляцію спиртними напоями і відпускався після виплати штрафу. Був учасником футбольних поєдинків в окупованому Києві в липні-серпні 1942 року в складі команди «Старт», один з яких згодом назвали «матч смерті». З листопада 1943 року працював адміністратором групи зйомки кінофільмів на київській кіностудії.
Заарештований 5 жовтня 1944 року Постановою Особливої наради при НКВС СРСР від 26 серпня 1945 р. засуджений на 10 років ВТТ. Звільнений з Карлагу НКВС СРСР у 1949 році. Працював тренером футбольної команди в Караганді, з 1953 року в Києві.
Помер 1967 року.
Реабілітований у 1995 році «у зв'язку з відсутністю сукупності доказів обґрунтованого засудження».

## Досягнення
- Бронзовий призер чемпіонату СРСР: 1937